# Harald Kesja
Harald Kesja (c'est-à-dire : la Pique ou la Lance) est un prince danois, régent du royaume de 1102 à 1104, prétendant au trône tué en 1135.

## Biographie
Harald est l'aîné des fils naturels du roi Éric Ier de Danemark. Il est régent du royaume conjointement avec l'archevêque Asser de Lund pendant le pèlerinage de son père entre 1102 et 1104 Comme régent il est courageux mais violent, cruel et débauché. Harald n'hésite pas étendre ses rapines loin de sa forteresse de Haraldsborg, près Roskilde. Cette attitude contribue largement à ce qu'il ne soit pas choisi comme successeur lorsqu'en apprend la mort de son père et que son oncle Niels de Danemark soit élu roi en 1104.
En 1132, il s'allie avec son demi-frère Éric Emune afin de venger le meurtre 
de leur demi-frère commun Knud Lavard assassiné en 1131, mais peu après il se range aux côtés du meurtrier Magnus Nielson le Fort  car il envisage de revendiquer le trône de Danemark pour lui-même.
Il tente de se faire reconnaître comme roi sous le nom « Harald IV » et reçoit l'hommage du Jutland, 
mais il est défait aux côtés de Magnus Nilsson lors de la Bataille de Fotevik en Scanie en 1134. Il s'enfuit après la défaite mais il est surpris et capturé près de Vejle dans le Jutland et mis à mort avec huit de ses fils illégitimes en 1135 par le roi Éric II de Danemark son demi-frère.

## Union et postérité
Harald Kesja avait épousé Ragnhild, une fille de Magnus III de Norvège, dont quatre enfants légitimes :
- Éric Haraldsen, noyé accidentellement avec son frère en 1134 ;
- Björn Jernsida, noyé en 1134. Marié avec Katarina une fille du roi de Suède Inge Ier l'Ancien ;
- Magnús Haraldsen, tué le 4 juin 1134 à la bataille de Fotevik ;
- Oluf II de Danemark.

Harald Kesja avait en outre huit autres fils illégitimes décapités avec lui :
- Harald Haraldsen exécuté en 1135 ;
- Knút Haraldsen exécuté en 1135 ;
- Sivard Haraldsen exécuté en 1135 ;
- Éric Haraldsen exécuté en 1135 ;
- Svein Haraldsen exécuté en 1135 ;
- Niels Haraldsen exécuté en 1135 ;
- Benedikt Haraldsen exécuté en 1135 ;
- Mistivent Haraldsen exécuté en 1135.

## Sources
- (en) Cet article est partiellement ou en totalité issu de l’article de Wikipédia en anglais intitulé « Harald Kesja » (voir la liste des auteurs).
- (da) Om Harald Kesja p. 74-77 Dansk Biografisk Leksikon på Projekt Runeberg.